# Adolphe Ier de Clèves
Pour les articles homonymes, voir Adolphe Ier.
Adolphe Ier de Clèves (1373-1448) est un fils d’Adolphe III de La Mark, comte de Clèves et de Marguerite de Juliers. Il est comte de La Marck (Adolphe IV) de 1394 à 1448, comte de Clèves (Adolphe II) dès 1394, puis duc de Clèves (Adolphe Ier) à partir de 1417, date à laquelle le comté de Clèves est érigé en duché par l'empereur Sigismond.
Il meurt en 1448.

## Mariages et descendance
En 1400, il épouse en premières noces Agnès de Bavière (1379-1401),  fille de Robert III du Palatinat.
Il se remarie en 1406 avec Marie de Bourgogne (1394-1463), fille du duc Jean Ier de Bourgogne dit Jean sans Peur, mais son épouse demeure à la Cour de son père, jusqu'en 1415 à cause de différends concernant la dot. Le mariage n'est consommé qu'en 1415 lorsqu'elle rejoint son époux. De cette union, sont issus:
- Marguerite (1416-1444) qui épouse le duc Guillaume III de Bavière (1375-1435) puis en 1441 le comte Ulrich V de Wurtemberg (1413-1480)
- Catherine (1417-1479), mariée en  1430 à Arnold d'Egmont, duc de Gueldre (1410-1473)
- Jean Ier (1419-1481), marié en 1455 à Élisabeth de Bourgogne, comtesse de Nevers (1439-1483)
- Élisabeth (1420-1488), mariée à Henri XXVI de Schwarzburg-Blankenburg.
- Agnès (1422-1448), mariée en 1440 à Charles d'Aragon, prince de Viane (1421-1461)
- Hélène (1423-1471), mariée à Henri de Brunswick-Lunebourg (1411-1473)
- Adolphe (1425-1492), seigneur de Ravenstein et Chevalier de la Toison d'Or (en 1456)
- Marie (1426-1487), mariée en 1440 au duc Charles d'Orléans (1391-1464). Ils sont les parents du roi Louis XII de France.

## Source partielle
- Monique Ornato, Répertoire de personnages apparentés à la couronne de France aux XIVe et XVe siècles, Publications de la Sorbonne, 2001.